# Musée archéologique national de Mantoue
Le Musée archéologique national de Mantoue (en italien, Museo archeologico nazionale di Mantova) est un musée d'archéologie situé à Mantoue en Italie.